# Blekinge Folkblad (1943)
 Dagstidning grundad 1903
Blekinge Folkblad var en kommunistisk dagstidning utgiven perioden 1 januari 1943 till 25 april 1957. Fullständiga titeln var Blekinge Folkblad 1949 skrivit Blekinge-Folkblad.

## Redaktion
Politiska tendens för tidningen var kommunistisk vilket var naturligt för en avläggare till Ny Dag i  Stockholm. Redaktionsorten var från 1 mars 1943 till 24 mars 1944 Ronneby med adress box 18.  Från 30 april 1944 till 1957 var Karlskrona redaktionsort med adress Amiralitetsgatan 11 först men från 6 oktober 1944 på Östra Köpmannagatan 27. Tidningen var endagarstidning till 1954 då den fick två upplagor. En daglig 6 dagar i veckan 1954-1956, men det fanns också då en veckoupplaga hela tiden. Sista året återgick tidningen till utgivning en dag i veckan. Veckoupplagan kom torsdag, fredag eller lördag.
Ansvarig utgivare var Rickard Eurén hela utgivningstiden. Ivar Petersson var redaktör 1943 till 1951 och sen saknas uppgift 14 december 1951 till 25 september 1953 och då blir Tage Johnsson redaktör till nedläggningen.

## Tryckning
Förlaget hette Inapress i Stockholm som var SKP:s förlag. Tryckeri var tryckeriaktiebolaget Västermalm i Stockholm. Tryckeriutrustning  var från 25 september 1953 en ny rotationspress. Tidningen trycktes med antikva och hade möjlighet att trycka 1 färg förutom svart. Tidningen hade 8 till 12 sidor i olika format för satsytan var stor 55 x 36 cm omväxlande med tabloidformat  åren 1949 och 1951. Upplaga var 1943 3700 exemplar och som mest 5450 exemplar 1946 och minskade sedan varje år till 2450 1951 och sedan finns inte uppgifter. Priset för tidningen var 10 kronor första 5 åren och fortsatte att vara stabilt och veckoupplagan kostade aldrig mer än 12,50 kronor, 1953 fick tidningens sexdagarsupplaga till priset 46 kr per helår och som mest 47 kr 1956.